# Severo Fournier
Severo Fournier (Curitiba, 1908 — Rio de Janeiro, 1946) foi um militar brasileiro, e um dos líderes do levante integralista ocorrido em maio de 1938, apoiado pelo político Plinio Salgado, que tinha como objetivo atacar o Palácio Guanabara, então residência presidencial, a fim de derrubar o governo de Getúlio Vargas. De acordo com os Integralistas, a luta contra o ex-presidente Getúlio Vargas foi pela restauração da liberdade e da democracia. Fournier, é importante lembrar, não era integralista, sendo um dos representantes dos “liberais” no levante.
Durante a preparação do ataque, Severo sustentava que Eduardo Gomes, antigo patrono da Força Aérea Brasileira nos governos de Café Filho (1954-1955), Carlos Luz (1955) e Castelo Branco (1965-1967), decidiu abandonar o movimento, justamente na sua antevéspera, enfraquecendo a ação combinada. Como uma das lideranças do movimento, Severo relatava a desorganização do levante, abafada pela chegada das tropas comandadas pelo ministro da guerra, Eurico Gaspar Dutra.
Severo, que era anticomunista e antifascista, tinha a aspiração principal de combater Getúlio, motivo que o fez se juntar com os integralistas, assim como outros grupos que viam na formação deste como uma possibilidade de derrubar o governo, mesmo sem ter total simpatia pelo mesmo.

## História
Nascido em 17 de janeiro de 1908, em Curitiba, Severo era filho do coronel Mariano Fournier e D. Emilia Fournier. Seguindo os passos do pai, seguiu a carreira militar. Terminou o curso da Escola Militar do Brasil no início de 1930, quando foi promovido a aspirante em 21 de janeiro do mesmo ano. Ainda em 1930, atingiu a posição de 2º tenente. No ano seguinte, chegou a 1º tenente.
Estabeleceu amplo contato com os militares paulistas, após servir a cavalaria, na guarnição de Pirassununga. Como tenente, foi ajudante de ordens do coronel Euclides Figueiredo durante a Revolução Constitucionalista de 1932 e, ainda nela, comandou uma ala da Primeira Divisão de Infantaria do Vale do Paraíba.
Como homem de confiança dos liberais paulistas, foi encarregado de comandar a principal ação de 11 de maio de 1938: o ataque ao Palácio da Guanabara, com o intuito de prender o então presidente Getúlio Vargas. O plano de assaltou foi elaborado por Fournier, mas corrigido por Euclides Figueiredo, que estava preso. Mesmo diante dos riscos, Fournier fez com que os planos chegasse às mãos do coronel.
Os integralistas confiavam na tomada do poder em todo o país. Entretanto, no diário em que escreveu, publicado em 1947, "no dia do movimento, começaram a aparecer as primeiras dificuldades". Estimava-se que 150 homens estariam prontos para combate, no entanto, apenas 30 apareceram no momento. O ataque se limitou aos jardins do palácio, na qual foi travado um combate de horas entre os revoltosos e um grupo de familiares e funcionários mais próximos de Vargas. Junto com o tenente Manuel Pereira Lima, Fournier conseguiu escapar ao cerco e, com a ajuda de amigos, passou para a clandestinidade.
Com sua companheira presa e torturada e sua fotografia estampada nos jornais, inclusive com um prêmio oferecido a eventuais delatores, Fournier, ajudado por Rubens dos Santos e os capitães Flodoardo Gonçalves Maia e Manuel de Freitas Vale Aranha (irmão de Osvaldo Aranha, ministro das Relações Exteriores), conseguiu chegar até a embaixada da Itália oculto na mala de um carro, asilando-se no dia 25 de junho de 1938.
Pressionado pelas autoridades brasileiras, o embaixador Vincenzo Lojacono, consultou o governo italiano, que propôs a entrega de Fournier em troca de uma alta quantia de reservas italianas que estavam no Brasil. A proposta foi aceita e, embora o embaixador ainda hesitasse em entregar seu asilado, o coronel Areias e o tenente-coronel Ângelo Mendes de Morais foram oferecer a Fournier a opção de ser preso pelo Exército ou pela Polícia Civil, e pedir que deixasse uma carta declarando que abandonava voluntariamente a embaixada. Nessa ocasião o pai do asilado, capitão reformado Luís Mariano de Barros Fournier, conseguiu convencê-lo a se entregar, na esperança de que seu filho tivesse um tratamento melhor.
No dia 8 de julho de 1938, por ordem do general Eurico Gaspar Dutra, Fournier foi transferido para a fortaleza de Laje, onde se encontrou com o coronel Euclides Figueiredo. Segundo consta no seu diário, foi severamente torturado e acabou por contrair uma tuberculose pulmonar nas prisões. O historiador Hélio Silva, entretanto, apresenta a versão de que Fournier já havia contraído a doença antes de ser preso, mas, de qualquer forma, as condições de encarceramento depauperaram seriamente sua saúde. Em carta dirigida a seu pai, denunciou ter sido obrigado a interromper seu tratamento no hospital da Polícia Militar “para ser atirado à sordidez de um cubículo sem água, sem instalações sanitárias e sem condições de higiene”, fazendo graves acusações ao chefe de Polícia do Distrito Federal, Filinto Müller, e pedindo que o pai intercedesse junto ao general Dutra, fiador da sua integridade física perante a embaixada italiana, numa tentativa de obter sua transferência.
Com um desfecho trágico da tentativa de tomada do poder, Severo Fournier refugiou-se na embaixada italiana e depois de um breve incidente diplomático, acabou se entregando as autoridades brasileiras. Permaneceu preso de 1938 a 1945, morrendo em agosto de 1946.

## Cartas ao Tenente Severo Fournier
O antigo político comunista brasileiro e uma das personalidades mais influentes do século XX, Luís Carlos Prestes, escreveu um livro em 1947 chamado "Problemas Atuais da Democracia", na qual dedica um capítulo especial apenas às cartas que escreveu a Severo Fournier, em meados de novembro e dezembro de 1938. Ao todo foram cinco cartas escritas por Prestes.

Luis Carlos Prestes assegurou que apoiaria Vargas ou outro governo desde que cumprisse um programa baseado em três pontos: democracia, nacionalismo e bem estar do povo. Na sua primeira carta, Prestes esclarecia o porque de lhe escrever: “Não sei se o senhor é integralista, isto é, se, como os integralistas, faz, igualmente, do ódio aos comunistas o primeiro objetivo da vida. Escrevo-lhe, porém, porque penso que não. Vejo no senhor, pelo que conheço de sua atitude nesses últimos meses, um homem digno, revoltado contra a tirania que enxovalha nossa Pátria”. Segundo Prestes, “nesta luta, meu amigo, não devemos ver os homens e apoiar até o próprio Getúlio se, amanhã, compreender a necessidade nacional de um tal programa, e quem lhe escreve isto é o homem que, pessoalmente, tem a Getúlio o mais justificado ódio”. Sobre este ponto se referia à entrega de Olga Benário, sua companheira que estava grávida de algumas semanas, ao campo de extermínio de Bernburg.